# Urdilde
Urdilde (llamada oficialmente Santa María de Urdilde) es una parroquia española del municipio de Rois, en la provincia de La Coruña, Galicia.

## Entidades de población
Entidades de población que forman parte de la parroquia:
- A Cabanela
- A Calle
- Agrafoxo
- Caraveles
- Casal de Gonzalo
- Casal de Poño
- Macedos
- O Castro
- O Pumar
- Pazos
- Pedre
- Quintáns
- Vilariño
- Xallas

## Suprimido
- A Calle-Pomar

## Demografía
| Gráfica de evolución demográfica de Urdilde entre 2000 y 2020 |
|                                                               |
| Datos según el nomenclátor publicado por el INE.              |